# Norman Bates
Norman Bates (født 16. oktober 1932, død 21. december 2003) er en fiktiv karakter skabt af forfatteren Robert Bloch i romanen Psycho og medvirkende i filmene af samme navn.
Bates er løst baseret på seriemorderen Ed Gein. Både bogen og filmen beskriver, at Bates lider af alvorligt følelsesmæssigt misbrug som barn i hænderne på sin mor Norma, der prædiker for ham, at sex er ondt, og at kvinder (undtagen hende selv) er ludere. De to af dem bor alene sammen i en usund tilstand af følelsesmæssig afhængighed efter Bates fars død. Da Bates bliver en teenager, finder hans mor en kæreste, hvilket gør ham vanvittig jaloux. Bates myrder derefter begge med stryknin og bevarer sin mors lig. Bates udvikler personlighedsspaltning, indtræder i sin mors personlighed, undertrykker hendes død som en måde at undslippe skylden for at have myrdet hende. Han arver sin mors hus, hvor han holder hendes lig, og familiens motel i Fairvale, Californien.
På film er han portrætteret af Anthony Perkins (i Psycho (1960), Psycho II (1983), Psycho III (1986), Psycho IV (1990)), Vince Vaughn (i Psycho (1998)) og af Freddie Highmore (i Bates Motel (2013)